# Cedusa cubica
Cedusa cubica är en insektsart som beskrevs av Yang och Wu 1993. Cedusa cubica ingår i släktet Cedusa och familjen Derbidae. Inga underarter finns listade i Catalogue of Life.